# موش نخلی
موش نخلی (نام علمی: Rattus palmarum) نام یک گونه از سرده موش صحرایی است.